# Guy I de Montlhéry
Guy I (d. 1095) a fost cel de al doilea senior de Bray și de Montlhéry.
Guy a fost probabil fiul lui Theobald de Montmorency, însă unele surse afirmă că numele tatălui său ar fi fost Milo. În schimb, Theobald ar fi putut fi bunicul său.
Guy a fost căsătorit cu Hodierna de Gometz, fiica lui Guillaume, senior de Gometz, având împreună șapte urmași:
- Milo I cel Mare, succesor în senioria de Monthléry, căsătorit cu Lithuasia, sora lui Ștefan al II-lea, conte de Blois.
- Melisenda, căsătorită cu Hugo I, conte de Rethel, și mamă a lui Balduin al II-lea al Ierusalimului (d. 1118)
- Eliaabeta, căsătorită cu Josselin, senior de Courtenay, și mamă a lui Josselin I de Courtenay, conte de Edessa
- Guy cel Roșu (d. 1108), senior de Rochefort
- Beatrice, căsătorită cu Anseau de Garlande (n. 1069–d. 1117)
- Hodierna, căsătorită cu Valter de Saint-Valery
- Alice (numită și Adela) (n. 1040–d. 1097), căsătorită cu Hugo I, senior de Le Puiset (n. 1035–d. 1094)

Guy a murit în 1095, în același an în care papa Urban al II-lea lansa prima cruciadă. Mulți dintre descendenții săi au avut parte de cariere ilustre în Țara Sfântă, prin ramurile de Montlhéry, Courtenay și Le Puiset ale familiei.